# جيمس ستايسي

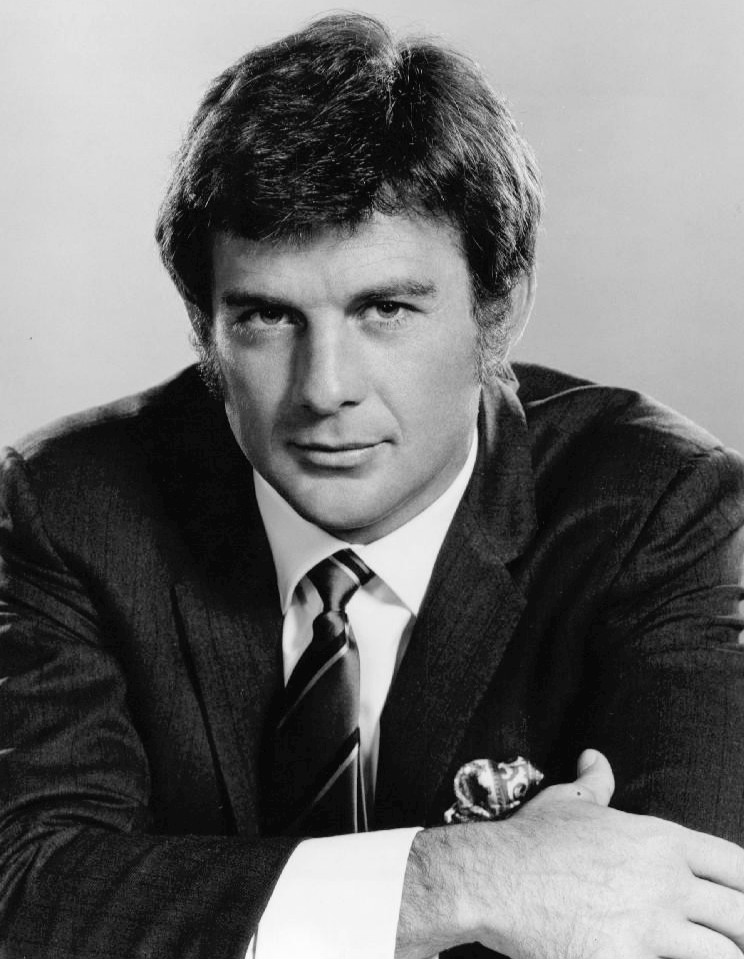
جيمس ستايسي

موريس وليام الياس (بالإنجليزية: James Stacy)‏ (23 ديسمبر 1936 – 9 سبتمبر 2016) ويعرف مهنيًا باسم جيمس ستايسي هو ممثل أفلام وتلفاز أمريكي. في عام 1973 أصيب ستايسي أثناء قيادته لدراجة نارية بعد أن اصطدم به سائق سيارة ثمل وأدى ذلك إلى بتر ساقه اليسرى وذراعه وموت صديقته. عاد إلى التمثيل في عام 1975 قبل تقاعده في عام 1991.

## النشأة
ولد ستايسي في 23 ديسمبر 1936، في لوس أنجلوس لنادلة إيرلندية إسكتلندية ومراهن لبناني أمريكي.

## روابط خارجية
- جيمس ستايسي على موقع IMDb (الإنجليزية)
- جيمس ستايسي على موقع أول موفي (الإنجليزية)
- جيمس ستايسي على موقع قاعدة بيانات الأفلام السويدية (السويدية)
- جيمس ستايسي على موقع إن إن دي بي (الإنجليزية)
- جيمس ستايسي على موقع قاعدة بيانات الفيلم (الإنجليزية)